# Cleora esoterica
Cleora esoterica är en fjärilsart som beskrevs av Louis Beethoven Prout 1929. Cleora esoterica ingår i släktet Cleora och familjen mätare. Inga underarter finns listade i Catalogue of Life.